# Pastor López
José Pastor López Pineda (Barquisimeto, 15 de junio de 1944-Cúcuta, 5 de abril de 2019) más conocido como Pastor López, fue un cantante y compositor venezolano, reconocido en América por interpretar raspacanillas, cumbias y porros. Apodado como «El Indio», tuvo gran transcendencia en la música latina, con éxitos musicales como: «Golpe con golpe», «El ausente», «Traicionera», «Tienes que regresar», «Sólo un cigarrillo», «Lloró mi corazón», «Las caleñas», «Cariñito sin mí», «Triste Navidad», entre otras; y otros más recientes como: «Reggaeton con otro tumbao» (con Tony Reggue).
López, además, guarda gran relación con la época decembrina especialmente en Venezuela, Colombia y Ecuador, donde sus interpretaciones son oídas en dichas fechas.
Llegó a México de la mano con los sonideros, los cuales basan sus raíces en varias canciones de este cantante.

## Biografía
José Pastor López Pineda nació en Barquisimeto,Estado Lara, el 15 de junio de 1944, en el hogar de Máximo Pineda y Zoila Rosa López. Perteneció a una familia de arraigos indígenas, por eso y por su aspecto físico fue apodado como El Indio. Pastor López fue impulsado por sus hermanos se inició cantando joropo;  alcanzó reconocimiento en el combo de su compatriota Nelson Henríquez, luego de su paso por otras agrupaciones como la de Los Mayorales y el Combo de Emir Boscán. 
Luego de dos años en el combo de Nelson Henríquez (1972-1973) y con el apoyo de Juan Enrique el de los Montes, propiedad del productor Roberto Rueda, formó su propia agrupación denominada Pastor López y su Combo en 1973.
Vivió entre Venezuela y Colombia, siendo este último país donde realizó parte de sus presentaciones con su orquesta y que disfrutó de considerable popularidad. 
Su vida amorosa fue un poco controvertida ya que por sus constantes viajes y conciertos tuvo parejas en casi todas las ciudades donde se presentó. De tantas aventuras tuvo un hijo nacido en Tocuyito, Venezuela, llamado Carlos López; quien actualmente vive en Santiago de Chile.
La trayectoria musical de Pastor López en Venezuela, Colombia, Ecuador y otros países fue considerablemente extensa. Su estilo fue la música tropical, en la que se destacan géneros como la cumbia, el paseaíto y el porro, entre otros. Su agrupación estaba conformada por dos trompetas, piano, timbal, bajo, conga, un corista y él como cantante.
López fue reconocido internacionalmente, en países como Estados Unidos, Canadá, España o Reino Unido.
Siempre solía usar ocho anillos de oro. A partir de ello, solían mencionarlo con el seudónimo de El cantante de los anillos.

### Muerte
Falleció el 5 de abril de 2019, a la edad de 74 años, en la Clínica Norte de la ciudad de Cúcuta (Colombia), después de haber sufrido un accidente cerebrovascular (ACV).

## Discografía parcial
- La camisa bacana – Pastor López con el Conjunto de los Hermanos López (1966)
- Honda herida – Pastor López con el Conjunto de los Hermanos López (1967)
- La venezolana – Pastor López con el Conjunto de los Hermanos López (1967)
- Sueños de cumbiambera – Pastor López con Los Mayorales.
- Primer compás – Pastor López con Los Tomasinos (1971)
- Venezuela 73 con sabor internacional (Con el combo de Nelson Henríquez) (1973)
- Mano a mano Pastor López con Willie Quintero (1973)
- Pastor López y su combo (1974)
- Mano a mano Pastor López y los Auténticos - Willie Quintero (1974)
- Mano a mano Pastor López - Joe Rodríguez (1975)
- Bienvenidos (1975)
- Lo mejor (1976)
- La venezolana (1976)
- El negro parrandero (1977)
- Traicionera (1978)
- El indio Pastor (1979)
- Sólo un cigarrillo (1979)
- Único (1980)
- Aquí está el sabor (1980)
- El número uno  / La cumbia (1981)
- El exitoso (1982)
- Lo máximo / Golpe con golpe (1983)
- Para Colombia / Para todos (1984)
- El Inigualable / El inigualable sabor (1985)
- Con toda la fuerza (1985)
- Para mi Colombia / Siempre listo (1986)
- El magnífico Indio / Amigo (1986)
- Cumbia universal (1986)
- El insuperable / Bailable sólido / Vengo con todo (1987)
- El incontenible / Baile latino (1988)
- Las bonitas no son fieles (1989)
- Con calor tropical (1990)
- El formidable / La gran bailanta (1991)
- El Indio (1993)
- 16 éxitos - Nuevas grabaciones (1996)
- 16 éxitos - Nuevas grabaciones vol. 2 (1996)
- Pa' la gozadera (1997)
- 20 años haciendo éxitos (1997)
- Mucho más (1998)
- Plegaria vallenata (1999)
- Navidades con Pastor (1999)
- Empinando el codo (2000)
- El inconfundible (2001)
- Le canta a Julio Jaramillo (2002)
- Vuelve con mucho más (2007)